# Arabischer Jasmin
Arabischer Jasmin (Jasminum sambac) ist eine Pflanzenart der Gattung Jasminum in der Familie der Ölbaumgewächse (Oleaceae). Die Art kommt wild von Bhutan bis Indien vor und wird weltweit kultiviert.

## Beschreibung
Der immergrüne Arabische Jasmin wächst als aufrechter oder kletternder Strauch und erreicht im Durchschnitt eine Höhe von 1,5–2,5 Meter. Die gegenständigen und kurz gestielten Laubblätter sind „unifoliolate“, also mit nur einem Blättchen und rund bis eiförmig, seltener verkehrt-eiförmig, mit teilweise leicht herzförmiger Basis. Sie sind ganzrandig, abgerundet bis stumpf oder rundspitzig, papierähnlich und bis auf die Unterseite der Blattadern kahl.
Der Arabische Jasmin ist heterostyl und distyl. Die Blüten stehen in endständigen, zymösen und drei-, seltener mehr als fünfblütigen Blütenständen, gelegentlich auch einzeln. Die Hochblätter sind pfriemlich. Die stark duftenden, zwittrigen und gestielten Blüten weisen eine fünf- bis neunteilige, doppelte Blütenhülle auf. Der kurz verwachsene Kelch mit schmalen Zipfeln ist leicht behaart bis kahl und die stieltellerförmige Krone mit dachigen Zipfeln ist weiß. Es sind nur 2 eingeschlossene, kurze Staubblätter und ein oberständiger, zweikammeriger Fruchtknoten mit zweilappiger Narbe vorhanden. Die Blüten öffnen sich nur nachts.
Als Frucht werden purpur-schwarze, kugelige, ein- bis zweisamige, glatte und kahle, etwa 6–9 Millimeter große Beeren mit beständigem Kelch gebildet.
Die Chromosomenzahl beträgt 2n = 26, seltener 39.

## Verwendung
Aus den Blüten eines lateinisch früher Sambacus genannten Baums wurde bereits im Mittelalter Jasminöl hergestellt. Die Blüten werden heute zu Jasmin-Absolue und Jasmintee verarbeitet. Wurzeln, Blüten und Blätter werden medizinisch genutzt.
Als Zierpflanzen werden oft solche mit gefüllten Blüten verwendet. Die Blüten sind ein nationales Symbol in Indonesien.